# 修道中学校・修道高等学校
修道中学校・修道高等学校（しゅうどうちゅうがっこう・しゅうどうこうとうがっこう）は、広島県広島市中区南千田西町に所在する私立男子中学校・高等学校。

## 概要
1725年（享保10年）に広島藩第5代藩主浅野吉長が設置した藩校「講学所」を起源としている。広島藩校は「講学所」「講学館」「学問所」と校名を変えながら続き、1870年（明治3年）、第12代藩主浅野長勲が城中八丁馬場へ移して「修道館」と称した。これが現校名の由来となっている。
広島藩校が起源の学問所が私立学校となったのは、廃藩置県（1871年）により休業となったのち、1878年（明治11年）6月、浅野長勲が「修道館」を継承し泉邸内に設立した「私立浅野学校」による。
1881年（明治14年）11月「修道学校」、1905年（明治38年）4月「財団法人私立修道中学校」、1907年（明治40年）1月南竹屋町へ移転、1926年（大正15年）3月南千田町に移転（現校地）、1947年（昭和22年）4月新制「修道中学校」、1948年（昭和23年）5月新制「修道高等学校」となり、現在に至る。
「修道」の名は、四書の一つ『中庸』の「修道之謂教」（道ヲ修ムル之ヲ教ヘトイフ）の言葉に基づく。
建学の精神は「道を修めた有為な人材の育成」である。教学目標は「知徳併進」であり、その実践に向けた心得として「尊親敬師」「至誠勤勉」「質実剛健」を掲げている。

学校行事は6月下旬に行われる体育祭、10月下旬 - 11月上旬に行われる文化祭などがある。
現在の校長は田原俊典（第20代）。

## 教育理念
「知徳併進」
1905年（明治38年）、私立修道中学校（旧制）が設立された時に定められた。
急激に文明開化が進んだがゆえに、知識偏重に陥った明治という時代に対して「学問の精神は物知りだけではいけない、人間器量の大成でなくてはならぬ（修道学園史より）」という強い主張が込められている。
創立時の広島藩「講学所」では、藩の将来を担うことのできる、教養と礼儀を身につけた、志の高い人を育てることを目指していた。

## 校風
生徒の行動を規定する校則を設けておらず、自由な校風である。

## 制服
初級（1年・2年）、中級（3年・4年）、上級（5年・6年）ごとに制服形態が決められており、学年が上がるにつれて着こなしの幅が増え、緩くなる。中級ではネクタイと靴の着用が任意で、上級では私服の着用も可（ただし、式典等では制服着用が義務付けられている）。
袖口に白い線が入っているのが特徴的で、修道生のシンボルとなっている。これは、戦時中、避難する際に他校の生徒と区別するために付けた白線が起源である。2003年度より制服のデザインが変更され、濃紺金ボタンの学生服からブレザーになったが、伝統の袖口の白線は残された。デザインは小野塚秋良。
入学年度によって異なる緑・黄・赤・白・金茶・青の6色の学年色があり、卒業まで同じ色が割り当てられる。バッジやシャツのロゴは学年色のものを付けて学校生活を送る。卒業後には『～期赤バッジ』などと表現される。

## 班活動
部活動は「班活動」と呼ばれる。「文化班」「運動班」のそれぞれに各班が所属する。

## 同窓会
修道学園（中・高）同窓会は1911年（明治44年）に修道中学校同窓会として発足し、新制修道高等学校への移行を経て、現在まで100余年の歴史を持つ。会員数は32,000名を超えており、年１回同窓大会が行われる。地域支部として関東支部・近畿支部・九修会・東部修道会・江能修友会・修北会など、職域支部として広島市修道会・修道医会・修道歯科医会などがある。

## 関連書籍
- おおたとしまさ著『名門校とは何か？ 人生を変える学舎の条件』（朝日新聞出版、2015年2月13日初版発行）
- 井川樹著『男たちの修道』（南々社、2012年8月10日初版発行）
- コンテくん著『男子校の生態』(この本に登場する学校のモデルは修道学園とされている)(角川コミック、2023年3月27日初版発行)

## 交通アクセス
所在地：広島市中区南千田西町8番1号
- 広島電鉄宇品線（1・7号線）：御幸橋 から徒歩5分
- 広島電鉄宇品線（1・3・7号線）：広電本社前 から徒歩8分

## 校内の史跡・美術品
- 修道学問所之蔵 - 江戸時代に修道の前身である藩校学問所(広島城内)が所有していた土蔵を2014年（平成26年）に移築。広島市重要文化財[12]。被爆建物。
- 陶板画「希望の光 安芸の小富士」 - この学校の出身者である日本画家平山郁夫が校歌の一節をモチーフに創作。幅4.5メートル、高さ3メートル。2003年（平成15年）新校舎完成を記念して学校に寄贈された。本館1階ロビーに展示。
- 浅野長勲頌徳碑 - 広島藩12代藩主浅野長勲が現在の校地を修道に無償貸与したことを記念して1932年（昭和7年）建立。
- 十竹山田先生之碑 - 学園の開祖である山田十竹の門人らにより1914年（大正3年）建立。撰文佐藤正、篆額加藤友三郎。
- 山田十竹先生像 - 1938年（昭和13年）、学校創立200周年を記念して建立。
- 修道中学校職員生徒慰霊碑 - 原子爆弾の犠牲となった職員生徒約200名を慰霊するため、1946年（昭和21年）建立。戦後最も早く建てられた原爆慰霊碑[13]。
- 歴史に生きる碑 - 原子爆弾投下時に修道中学生が学徒勤労していた旧陸軍兵器支厰倉庫（被爆建物）の一部を保存するため、当時の学生有志らにより1993年（平成5年）建立。篆額平山郁夫。
- 孔子神位 - 広島藩7代藩主浅野重晟の直筆により「至聖先師孔子神位」と記された木主（孔子の位牌）。広島藩校学問所の時代より伝わる。記念品室に展示。

## 系列校
- 広島修道大学
- 広島修道大学ひろしま協創中学校・高等学校